# Lethe dakwania
Lethe dakwania är en fjärilsart som beskrevs av Robert Christopher Tytler 1939. Lethe dakwania ingår i släktet Lethe och familjen praktfjärilar. Inga underarter finns listade i Catalogue of Life.